# Rhodellophytina
 Rhodellophytina Cavalier-Smith, 1998, segundo o sistema de classificação de Saunders & Hommersand (2004), é o nome botânico de um subfilo de algas vermelhas  unicelulares ou pseudofilamentosas do filo Rhodophyta.

## Táxons inferiores
Classe: Rhodellophyceae Cavalier-Smith, 1998
Ordem 1:  Porphyridiales 1
Gêneros: Rhodella, Dixoniella, Glaucosphaera 
Ordem 2:  Stylonematales
Família: Stylonemataceae K.M. Drew, 1956
Gêneros: Stylonema, Bangiopsis, Chroodactylon, Chroothece, Goniotrichopsis, Rhodosorus
Ordem 3:  Porphyridiales
Família:  Porphyridiaceae Skuja 1939
Gêneros: Porphyridium, Flintiella
- No sistema de classificação de Yoon et al. (2006):

A ordem Porphyridiales 1 foi renomeada como Rhodellales, numa nova família (Rhodellacee), classe Rhodellophyceae, com os mesmos gêneros.
A ordem Stylonematales ( denominada Porphyridiales 2 em Müller et al. 2001) foi transferida para a classe Stylonematophyceae, mesma família,  com os gêneros Stylonema, Bangiopsis, Chroodactylon, Chroothece, Purpureofilum, Rhodosorus, Rhodospora, Rufusia.
A ordem Porphyridiales ( denominada Porphyridiales 3 em Müller et al. 2001) foi transferida para a classe Porphyridiophyceae, mesma família,  com os mesmos gêneros incluindo Erythrolobus.